# Polydesmus callipus
Polydesmus callipus är en mångfotingart som beskrevs av Peters 1864. Polydesmus callipus ingår i släktet Polydesmus och familjen plattdubbelfotingar. Inga underarter finns listade i Catalogue of Life.